# Орджоникидзевская железная дорога
Орджоникидзевская железная дорога — одна из железных дорог, существовавших в СССР.
До 1935 года линии, входившие в состав дороги, входили в состав Северо-Кавказской железной дороги. Затем дорога была разделена на Северо-Кавказскую и дорогу им. К. Е. Ворошилова.
7 марта 1937 года Северо-Кавказская железная дорога была переименована в Орджоникидзевскую. Управление этой дороги располагалось в городе Орджоникидзе. На 1953 год протяжённость дороги составляла 1708 км, её линии проходили по территории Северо-Осетинской и Кабардинской АССР, Грозненской области, частично — по территории Астраханской области, Дагестанской АССР и Ставропольского края.
Первые железнодорожные линии на территории Орджоникидзевской дороги строились начиная с 1860-х годов. В 1875 году была построена линия Богословская — Прохладная — Беслан — Махачкала, участки Беслан — Махачкала и Минеральные Воды — Кисловодск — в 1894 году, Бештау — Железноводск — в 1897 году, Махачкала — Дербент — в 1900 году, Георгиевск — Будёновск и Котляревская — Нальчик — в 1914 году, Прохладная — Гудермес — в 1915 году. Во время Великой Отечественной войны, в 1942 году, была сдана в эксплуатацию линия Астрахань — Кизляр, соединившая Орджоникидзевскую и Рязано-Уральскую дороги. Первый поезд с бакинской нефтью прошёл по дороге 4 августа 1942 года.
На дороге издавалась газета «Магистраль нефти».
В 1936 году на дороге началась электрификация на постоянном токе. Позже туда поступили электровозы серии ВЛ19.
Одной из первых, наряду с Ашхабадской, Московско-Курской, и Рязано-Уральской, дорога осваивала тепловозную тягу. Здесь эксплуатировались тепловозы серии ТЭ1. К 1953 году полигон тепловозной тяги на дороге достиг 700 км.
Дорога обслуживала районы с развитой добычей и обработкой минерально-строительных материалов, свинцово-цинковых руд, нефтедобычей. Здесь же расположены крупные животноводческие и растениеводческие хозяйства. Основные грузы на дороге: нефтепродукты, чёрные металлы, минерально-строительные материалы, лесоматериалы, хлеб.
Во время Великой Отечественной войны часть линий дороги оказалась на оккупированной территории, что нанесло дороге огромный ущерб.
В 1959 году дорога вновь была преобразована в Северо-Кавказскую, с изменением границ дороги.

## Факты
- С 1937 по 1940 год начальником железной дороги был Борис Павлович Бещев — будущий министр МПС СССР[3].
- Одна из трёх железных дорог, на которой эксплуатировался пассажирский паровоз серии Л конструктора В. И. Лопушинского[4].